# Gregor Vezonik

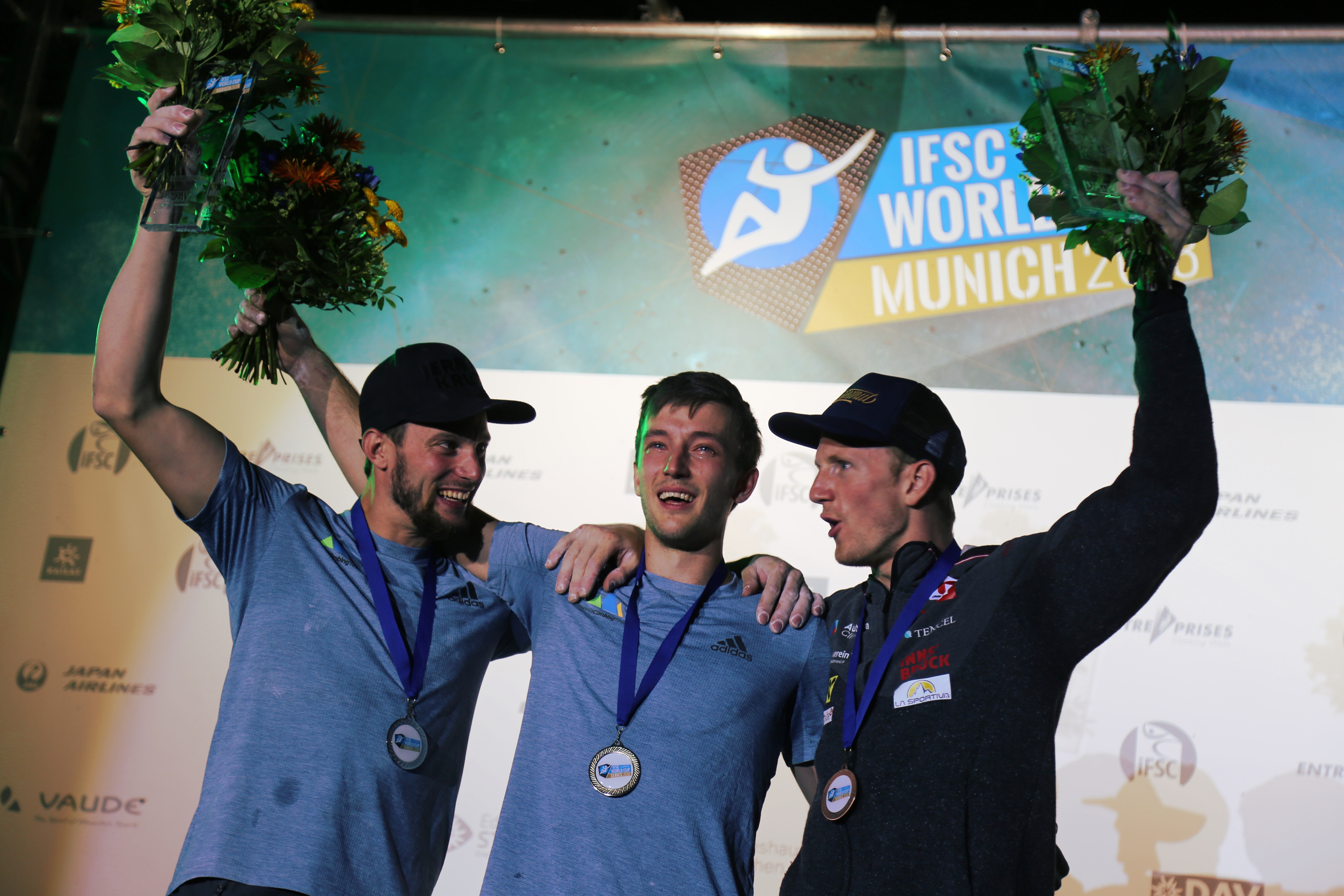
PŚ 2018 Monachium. Podium stoją od lewej; Jernej Kruder SLO (2 m.), Gregor Vezonik SLO (1 m.) oraz Jakob Schubert AUT (3 m.)

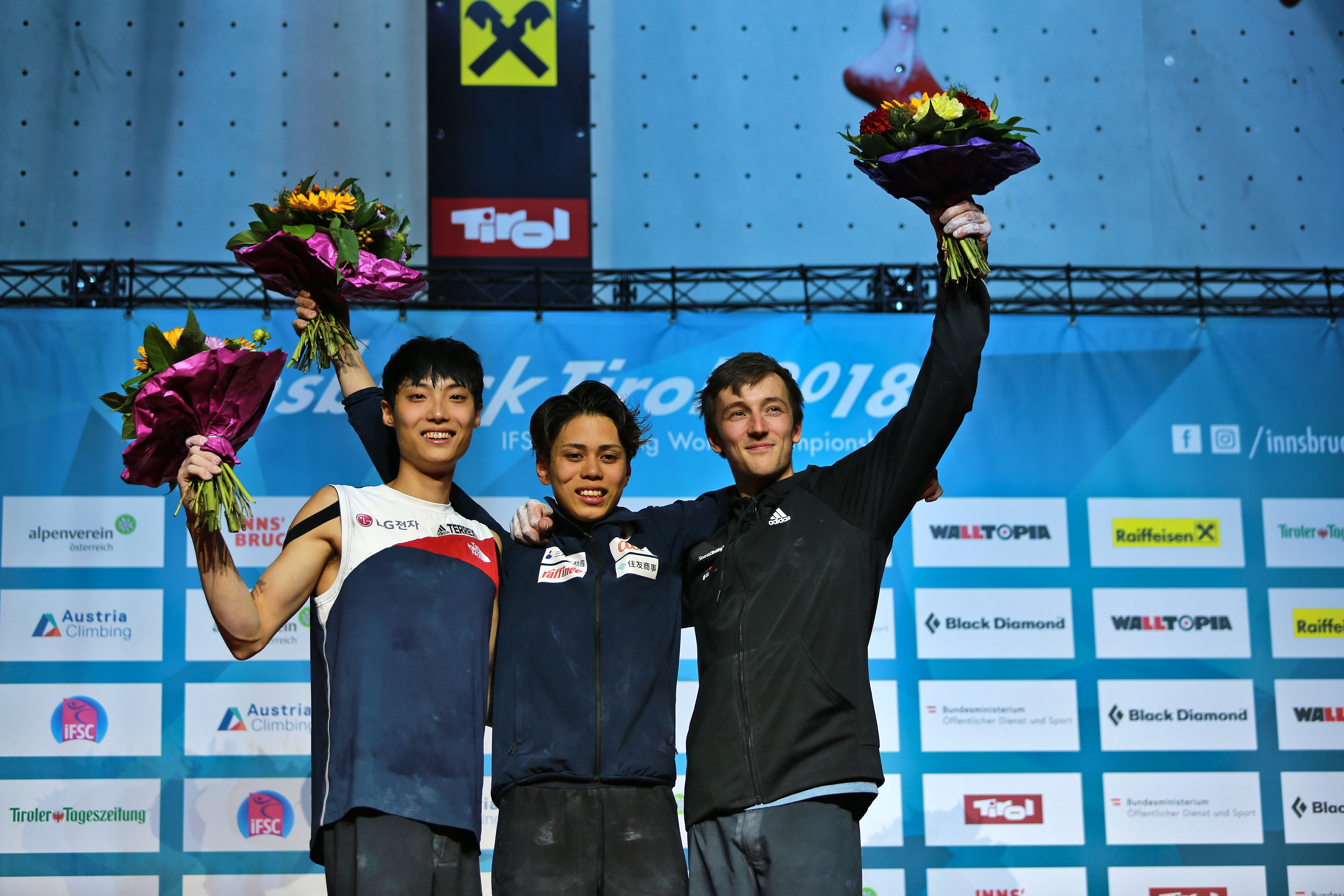
MŚ 2018 Innsbruck. Podium w boulderingu. Stoją od lewej: Chon Jong-won KOR (2 m.), Kai Harada JPN (1 m.) oraz Gregor Vezonik SLO (3 m.).

Gregor Vezonik (ur. 6 lipca 1995 w Ravne na Koroškem) – słoweński wspinacz sportowy. Specjalizuje się w boulderingu, prowadzeniu oraz we wspinaczce łącznej. Brązowy medalista  mistrzostw świata we wspinaczce sportowej w boulderingu z 2018 roku.

## Kariera
W 2018 w austriackim Innsbrucku na mistrzostwach świata we wspinaczce sportowej w konkurencji boulderingu zdobył brązowy medal, w finale przegrał z Japończykiem Kaim Haradą oraz z Koreanczykiem Chon Jong-won. W 2019 w japońskim Hachiōji wywalczył dopiero 39. miejsce na mistrzostwach świata w boulderingu.
Wielokrotny uczestnik festiwalu wspinaczkowego Rock Master, który corocznie odbywa się na słynnych ścianach wspinaczkowych w Arco, gdzie był zapraszany przez organizatora zawodów.
Srebrny medalista tych zawodów wspinaczkowych w konkurencji boulderingu w 2018.

## Osiągnięcia

### Mistrzostwa świata
| Konkurencje | 2016 | 2018 | 2019 |
| Bouldering  | 45   | 3    | 39   |

### Mistrzostwa Europy
| Konkurencje | 2015 | 2017 |
| Bouldering  | 19   | 29   |

### Rock Master
| Konkurencje | 2014 | 2018 |
| Bouldering  | 11   | 2    |